# Friedrich Karmann
Friedrich Karmann, nemški general in filozof, * 31. julij 1885, † 15. september 1939.
Leta 1921 je opravil doktorat iz filozofije na Univerzi v Berlinu.